# Kongsvinger Idrettslag Toppfotball 1992
Questa pagina raccoglie i dati riguardanti il Kongsvinger Idrettslag Toppfotball nelle competizioni ufficiali della stagione 1992.

## Stagione
Il Kongsvinger chiuse il campionato al secondo posto finale, alle spalle del Rosenborg, centrando così la qualificazione per la Coppa UEFA 1993-1994. L'avventura in Norgesmesterskapet, invece, si chiuse al terzo turno per mano del Lillestrøm. I calciatori più utilizzati in stagione furono Per Gunnar Dalløkken, Erik Holtan, Jørn Karlsrud e Vidar Sanderud, con 28 presenze ciascuno (22 in campionato e 6 nella coppa nazionale): furono gli unici a non saltare alcun incontro ufficiale in questa annata. Kjell Roar Kaasa fu il miglior marcatore con 17 reti, diventando anche capocannoniere del campionato: le marcature furono 23 se si includono quelle nella Coppa di Norvegia.

## Rosa
| N. |                     | Ruolo | Calciatore           |
| -- | ------------------- | ----- | -------------------- |
|    | Norvegia (bandiera) | P     | Erik Holtan          |
|    | Norvegia (bandiera) | D     | Charles Berstad      |
|    | Norvegia (bandiera) | D     | Ståle Bokalrud       |
|    | Norvegia (bandiera) | D     | Ole Einar Martinsen  |
|    | Norvegia (bandiera) | D     | Kai Erik Moen        |
|    | Norvegia (bandiera) | D     | Vidar Sanderud       |
|    | Norvegia (bandiera) | D     | Hai Ngoc Tran        |
|    | Norvegia (bandiera) | C     | Trym Bergman         |
|    | Norvegia (bandiera) | C     | Per Gunnar Dalløkken |

| N. |                        | Ruolo | Calciatore        |
| -- | ---------------------- | ----- | ----------------- |
|    | Norvegia (bandiera)    | C     | Arnfinn Engerbakk |
|    | Norvegia (bandiera)    | C     | Caleb Francis     |
|    | Norvegia (bandiera)    | C     | Rolf Furuly       |
|    | Inghilterra (bandiera) | C     | Kenny Gasser      |
|    | Norvegia (bandiera)    | C     | Jørn Karlsrud     |
|    | Norvegia (bandiera)    | C     | Dag Riisnæs       |
|    | Norvegia (bandiera)    | A     | Matz Ivan Faldmo  |
|    | Norvegia (bandiera)    | A     | Kjell Roar Kaasa  |
|    | Norvegia (bandiera)    | A     | Rune Sunde        |

## Calciomercato

### Sessione invernale
| Acquisti | Acquisti         | Acquisti | Acquisti   |
| R.       | Nome             | da       | Modalità   |
| -------- | ---------------- | -------- | ---------- |
| C        | Trym Bergman     | Ørn      | definitivo |
| C        | Jørn Karlsrud    | Moss     | definitivo |
| A        | Kjell Roar Kaasa | Skeid    | definitivo |

| Cessioni | Cessioni            | Cessioni  | Cessioni   |
| R.       | Nome                | a         | Modalità   |
| -------- | ------------------- | --------- | ---------- |
| P        | Tore Krogstad       | Strømmen  | definitivo |
| D        | Bjørn Berg          |           | svincolato |
| D        | Stig Inge Bjørnebye | Rosenborg | definitivo |
| C        | Richard Nabben      |           | svincolato |
| C        | Kjetil Sagen        |           | svincolato |
| C        | Tor Arne Sannerholt |           | svincolato |

### Sessione estiva
| Acquisti | Acquisti | Acquisti | Acquisti |
| R.       | Nome     | da       | Modalità |
| -------- | -------- | -------- | -------- |

| Cessioni | Cessioni    | Cessioni        | Cessioni   |
| R.       | Nome        | a               | Modalità   |
| -------- | ----------- | --------------- | ---------- |
| C        | Rolf Furuly | Stjørdals-Blink | definitivo |

## Risultati

### Eliteserien

#### Girone di andata
| Arbitro: | Kjelbrott |

|  |           |                        |
|  | Marcatori | 9’ Martinsen 22’ Sunde |

| Arbitro: | Larsgård |

|                                 |           |  |
| Sunde 52’ Kaasa 56’ Riisnæs 90’ | Marcatori |  |

| Arbitro: | Singsaas |

|              |           |  |
| Nysæther 41’ | Marcatori |  |

| Arbitro: | Thorp |

|             |           |                                       |
| Bergman 44’ | Marcatori | 58’ Pettersen 72’ Strandli 90’ Larsen |

| Arbitro: | Hauge (Bergen) |

|                  |           |               |
| Mellemstrand 83’ | Marcatori | 14’ Martinsen |

| Arbitro: | Aass |

|                             |           |                               |
| Kaasa 51’, 76’ Karlsrud 58’ | Marcatori | 27’ Hansson 45’, 52’ Soltvedt |

| Arbitro: | Nervik |

|                                                |           |  |
| Kaasa 19’, 61’, 88’ Martinsen 38’ Karlsrud 86’ | Marcatori |  |

| Arbitro: | Hollung |

|                                |           |                        |
| Olsen 14’ S. Amundsen 61’, 67’ | Marcatori | 64’ Kaasa 75’ Karlsrud |

| Arbitro: | Pedersen (Jeløy) |

|  |           |                              |
|  | Marcatori | 21’ Rushfeldt 85’ Sokołowski |

| Arbitro: | Haugstad |

|  |           |                         |
|  | Marcatori | 22’ Bergman 52’ Francis |

| Arbitro: | Hermansen |

|            |           |  |
| Gasser 78’ | Marcatori |  |

#### Girone di ritorno
| Arbitro: | Hollung |

|                                                          |           |                        |
| Kaasa 23’, 37’ Riisnæs 24’, 71’ Bergman 79’ Sanderud 86’ | Marcatori | 7’ Fornes 21’ Hesjedal |

| Arbitro: | Thorp |

|              |           |                |
| Skogheim 71’ | Marcatori | 39’, 90’ Kaasa |

| Arbitro: | Hauge (Bergen) |

|                                                             |           |                             |
| Kaasa 12’ Bergman 18’ ? 41’ (aut.) Karlsrud 52’ Riisnæs 60’ | Marcatori | 64’ McManus 75’ Gulbrandsen |

| Arbitro: | Nervik |

|  |           |             |
|  | Marcatori | 46’ Bergman |

| Arbitro: | Pedersen |

|                               |           |              |
| Kaasa 61’, 89’ Sunde 76’, 77’ | Marcatori | 54’ Fjetland |

| Drammen 30 agosto 1992, ore ??:?? 17ª giornata | Brann    | 0 – 0 referto | Kongsvinger | Marienlyst Stadion (7.900 spett.)\| Arbitro: \| Haugstad \| |
| Arbitro:                                       | Haugstad |               |             |                                                             |

| Arbitro: | Haugstad |

|               |           |  |
| Hillestad 28’ | Marcatori |  |

| Arbitro: | Nordby |

|               |           |  |
| Martinsen 42’ | Marcatori |  |

| Arbitro: | Pedersen (Jeløy) |

|                   |           |               |
| Berg Johansen 35’ | Marcatori | 42’ Martinsen |

| Arbitro: | Hauge (Bergen) |

|                    |           |  |
| Kaasa 9’, 48’, 51’ | Marcatori |  |

| Arbitro: | Hollung |

|                                                       |           |  |
| Sørloth 12’, 60’, 65’ Dahlum 68’ Leonhardsen 77’ ? ?’ | Marcatori |  |

### Coppa di Norvegia
| Arbitro: | Nedrud |

|                          |           |                                  |
| Azough 4’ Andreassen 59’ | Marcatori | 13’, 63’, 69’ Kaasa 32’ Karlsrud |

| Arbitro: | Rogstad |

|                                                                        |           |  |
| Bergman 3’, 18’ Karlsrud 26’ Martinsen 42’ Francis 55’, 84’ Gasser 65’ | Marcatori |  |

| Arbitro: | Thorp |

|            |           |                                     |
| Rundtom ?’ | Marcatori | ?’ Sanderud ?’ Riisnæs ?’ Engerbakk |

| Arbitro: | Olsen (Kristiansand) |

|                                                        |           |                      |
| Francis 1’ Kaasa 33’ Riisnæs 62’ Bergman 85’ Sunde 90’ | Marcatori | 58’ Jensen ?’ Nilsen |

| Arbitro: | Kjellbrott |

|                                         |           |                          |
| Kaasa 58’, 90’ Bergman 66’ Sanderud 73’ | Marcatori | 35’ Sollied 82’ Staurvik |

| Arbitro: | Olsen (Kristiansand) |

|                 |           |  |
| Gulbrandsen 88’ | Marcatori |  |

## Statistiche

### Statistiche di squadra
| Competizione      | Punti | In casa | In casa | In casa | In casa | In casa | In casa | In trasferta | In trasferta | In trasferta | In trasferta | In trasferta | In trasferta | Totale | Totale | Totale | Totale | Totale | Totale | DR  |
| Competizione      | Punti | G       | V       | N       | P       | Gf      | Gs      | G            | V            | N            | P            | Gf           | Gs           | G      | V      | N      | P      | Gf     | Gs     | DR  |
| ----------------- | ----- | ------- | ------- | ------- | ------- | ------- | ------- | ------------ | ------------ | ------------ | ------------ | ------------ | ------------ | ------ | ------ | ------ | ------ | ------ | ------ | --- |
| Eliteserien       | 40    | 11      | 8       | 1       | 2       | 32      | 13      | 11           | 4            | 3            | 4            | 11           | 14           | 22     | 12     | 4      | 6      | 43     | 27     | +16 |
| Coppa di Norvegia | -     | 3       | 3       | 0       | 0       | 16      | 5       | 3            | 2            | 0            | 1            | 7            | 4            | 6      | 5      | 0      | 1      | 23     | 9      | +14 |
| Totale            | -     | 14      | 11      | 1       | 2       | 48      | 18      | 14           | 6            | 3            | 5            | 18           | 18           | 28     | 17     | 4      | 7      | 66     | 36     | +30 |

### Statistiche dei giocatori
| Giocatore    | Eliteserien | Eliteserien | Eliteserien | Eliteserien | Coppa di Norvegia | Coppa di Norvegia | Coppa di Norvegia | Coppa di Norvegia | Totale   | Totale | Totale      | Totale     |
| Giocatore    | Presenze    | Reti        | Ammonizioni | Espulsioni  | Presenze          | Reti              | Ammonizioni       | Espulsioni        | Presenze | Reti   | Ammonizioni | Espulsioni |
| ------------ | ----------- | ----------- | ----------- | ----------- | ----------------- | ----------------- | ----------------- | ----------------- | -------- | ------ | ----------- | ---------- |
| T. Bergman   | 21          | 5           | 0           | 0           | 6                 | 4                 | 0                 | 0                 | 27       | 9      | 0           | 0          |
| C. Berstad   | 21          | 0           | 2           | 0           | 5                 | 0                 | 0                 | 0                 | 26       | 0      | 2           | 0          |
| S. Bokalrud  | 6           | 0           | 0           | 0           | 0                 | 0                 | 0                 | 0                 | 6        | 0      | 0           | 0          |
| P. Dalløkken | 22          | 0           | 1           | 0           | 6                 | 0                 | 1                 | 0                 | 28       | 0      | 2           | 0          |
| A. Engerbakk | 18          | 0           | 2           | 0           | 4                 | 0                 | 1                 | 0                 | 22       | 0      | 3           | 0          |
| M. Faldmo    | 5           | 0           | 0           | 0           | 2                 | 0                 | 0                 | 0                 | 7        | 0      | 0           | 0          |
| C. Francis   | 20          | 1           | 0           | 0           | 6                 | 3                 | 0                 | 0                 | 26       | 4      | 0           | 0          |
| R. Furuly    | 3           | 0           | 0           | 0           | 0                 | 0                 | 0                 | 0                 | 3        | 0      | 0           | 0          |
| K. Gasser    | 10          | 1           | 0           | 0           | 4                 | 1                 | 0                 | 0                 | 14       | 2      | 0           | 0          |
| E. Holtan    | 22          | 0           | 0           | 0           | 6                 | 0                 | 1                 | 0                 | 28       | 0      | 1           | 0          |
| K. Kaasa     | 20          | 17          | 0           | 0           | 5                 | 6                 | 1                 | 0                 | 25       | 23     | 1           | 0          |
| J. Karlsrud  | 22          | 4           | 1           | 0           | 6                 | 2                 | 0                 | 0                 | 28       | 6      | 1           | 0          |
| O. Martinsen | 21          | 5           | 2           | 0           | 6                 | 1                 | 0                 | 0                 | 27       | 6      | 2           | 0          |
| K. Moen      | 9           | 0           | 0           | 0           | 3                 | 0                 | 0                 | 0                 | 12       | 0      | 0           | 0          |
| D. Riisnæs   | 19          | 4           | 2           | 0           | 5                 | 1                 | 0                 | 0                 | 24       | 5      | 2           | 0          |
| V. Sanderud  | 22          | 1           | 0           | 0           | 6                 | 1                 | 0                 | 0                 | 28       | 2      | 0           | 0          |
| R. Sunde     | 9           | 4           | 0           | 0           | 3                 | 1                 | 0                 | 0                 | 12       | 5      | 0           | 0          |
| H. Tran      | 9           | 0           | 0           | 0           | 4                 | 0                 | 0                 | 0                 | 13       | 0      | 0           | 0          |